# Relations entre la Corée du Nord et l'Iran
Les relations entre la Corée du Nord et l'Iran sont des relations s'exerçant entre un pays d'Asie de l'Est, la république populaire démocratique de Corée, et un pays du Moyen-Orient, la république islamique d'Iran. Elles sont décrites comme étant positives par les agences officielles des deux pays. La Corée du Nord et l'Iran sont les deux derniers membres de ce que l'on appelle l'« Axe du Mal », pays présentés par l'Administration Bush comme souhaitant se procurer des armes de destruction massive et soutenant le terrorisme. En 2022, à la suite de l'invasion de l'Ukraine par la Russie, la Corée du Nord et l'Iran sont les seuls pays du monde à soutenir ouvertement l'armée russe, matériellement et militairement.
L'Iran dispose d'une ambassade à Pyongyang et la Corée du Nord dispose d'une ambassade à Téhéran.

## Domaines de coopération bilatérale

### Coopération militaire et nucléaire

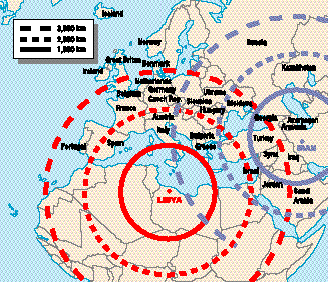
Portée des missiles balistiques iraniens (bleus) si l'Iran venait à acquérir des missiles nord-coréens.

Depuis les années 1980, la Corée du Nord est l'un des importants fournisseurs d'armes du gouvernement iranien. Les ventes d'armes nord-coréennes et de blindés (T-54/55) à l'Iran ont significativement augmentée durant la guerre Iran-Irak. Elles ont débouché par ailleurs sur une coopération nucléaire entre les deux pays, impliquant également la Syrie.
Durant la guerre du Golfe en 1990-1991, la Corée du Nord a fourni à l'Iran de nombreuses quantités de canons anti-aériens, des canons automoteurs M-1978 Koksan, de missiles Scud, d'armes automatiques, de mines navales et de missiles sol-air entre autres.
Dans les années 2000, 19 missiles balistiques nord-coréens BM25 Musudan, d'une portée de 2 500 à 3 000 km, auraient été vendus à l'Iran, en échange de pétrole.
En décembre 2009, une cargaison d'armes nord-coréennes contenant des lance-roquettes et des missiles sol-air est interceptée en Thaïlande. L'armée nord-coréenne entraînerait par ailleurs des agents iraniens avec des techniques de pointe.
Le 12 décembre 2012, l'Iran a félicité la Corée du Nord pour le lancement de sa fusée Kwangmyŏngsŏng 3 numéro 2. Selon la Corée du Sud, des experts iraniens auraient contribué à conception de la fusée, déclaration démentie par Téhéran.
En mars 2013, la Corée du Nord, l'Iran et la Syrie ont bloqué un traité de l'ONU concernant le commerce international des armes,.

### Domaine culturel et scientifique
En janvier 2007, un plan d'échange culturel et scientifique a été signé entre les gouvernements de la RPDC et de l'Iran.

### Échanges commerciaux
La signature d'un accord de coopération bilatéral, le 8 août 2007, doit renforcer les échanges économiques entre les deux pays, notamment dans les domaines de la construction et des industries technologiques.
Le 8 août 2007, le ministre iranien du pétrole Kazem Vaziri Hamaneh et le ministre nord-coréen du commerce extérieur Rim Kyong-man sont convenus d'un accord pour développer la coopération bilatérale dans le secteur énergétique, à la suite du resserrement des liens politiques entre leurs deux pays. Selon le ministre iranien du pétrole : « Puisque nos deux nations sont en première ligne dans le combat contre l'impérialisme et que maintenant les relations politiques sont au plus haut niveau, la Corée du Nord recevra du pétrole de l'Iran et elle approvisionnera l'Iran du surplus de son propre pétrole raffiné ».
En novembre 2012, les deux États prévoient de promouvoir davantage leur coopération économique. Des négociations sont ainsi en cours quant à l'exportation de pétrole iranien vers la Corée du Nord.

## Relations diplomatiques
Le dernier voyage à l'étranger du guide suprême iranien Ali Khamenei était en Corée du Nord en 1989.

### Liste des ambassadeurs nord-coréens en Iran
- Kim Jong Nam (7 novembre 2000-8 janvier 2004[15])

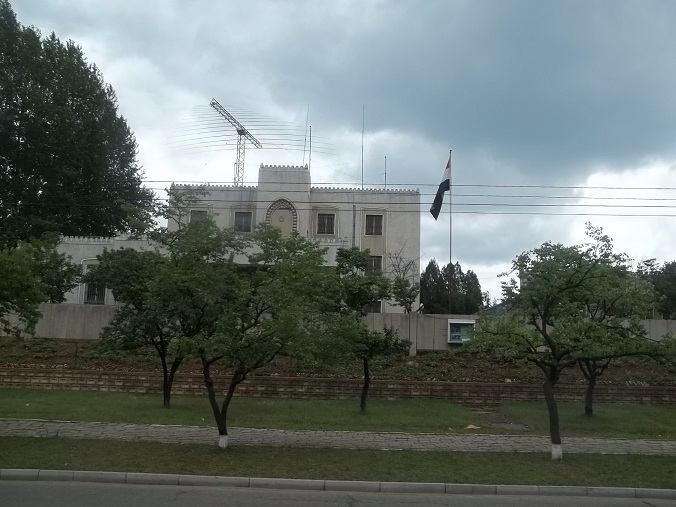
L'ambassade iranienne à Pyongyang, Corée du Nord, 2011.

- Kim Chang Ryong (depuis le 8 janvier 2004[16])

### Liste des ambassadeurs iraniens en Corée du Nord
- Mohammed Ganjidoost (?-23 février 2001[17])
- Jalaleddin Namini Mianji (depuis le 23 février 2001[9])